# エルダーソン・エチエジレ
エルダーソン・ウワ・エチエジレ（Elderson Uwa Echiéjilé、1988年1月20日 - ）は、ナイジェリアのサッカー選手。ナイジェリア代表。サークル・ブルッヘ所属。ポジションはDF。

## クラブ経歴

### レンヌ
ベニンシティで生まれベンダル・インシュレンスFCで選手となった。2007年8月にリーグ・アンのスタッド・レンヌに移籍、12月23日のトゥールーズFC戦でリーグ・アン初出場となった。しかし、起用は主にリザーブチームであり、トップチームでの出場機会にはあまり恵まれなかった。

### ブラガ
2010年6月16日には4年契約、移籍金250万ユーロでプリメイラ・リーガのSCブラガに移籍。ブラガでの初出場となったUEFAチャンピオンズリーグ 2010-11 予選のセルティックFCでコーナーキックから得点した。
8月13日にはプリメイラ・リーガで初出場、ポルティモネンセSC相手にフル出場し3-1でホームでの勝利を掴んだ。UEFAヨーロッパリーグ 2010-11 決勝の際には控えとしてベンチには入っていたものの出場機会は無かった。
2011-12シーズンは26試合4得点の結果を残した。

### モナコ
2014年1月17日には4年半契約でASモナコに移籍、リーグ・アン復帰となった。10月31日のスタッド・ランスとのホームゲームでモナコ初得点、1-1の引分となった。
2016年8月31日にはジュピラー・プロ・リーグのスタンダール・リエージュに1シーズンのレンタル移籍となった。
2017年1月31日にはプリメイラ・リーガのスポルティング・ヒホンに6月30日のシーズン終了までレンタル移籍となった。

### スィヴァススポル
2017年7月7日、スュペル・リグのスィヴァススポルに移籍した。

## 代表経歴
U-20代表として2007 FIFA U-20ワールドカップに参戦し5試合に出場、1得点の結果を残した。
A代表では2009年に初出場し、2010 FIFAワールドカップにも出場した。グループステージの2戦に出場したが、代表はグループステージで敗退となった。
アフリカネイションズカップ2013の際にもメンバー入りを果たした。準決勝のマリ代表戦では1得点し、チームの勝利に貢献、代表も優勝を達成した。FIFAコンフェデレーションズカップ2013にも出場し、タヒチ代表から得点を奪った。
ステファン・ケシ監督の2014 FIFAワールドカップのメンバーにも招集されたものの、ギリシャ代表との親善試合で負傷したため、本戦に出場する事は叶わず、エジケ・ウゾエニが代わりに招集された。

## 代表歴

### 出場大会
- ナイジェリア代表
  - 2010 FIFAワールドカップ
  - 2018 FIFAワールドカップ

### 試合数
- 国際Aマッチ 62試合 2得点（2009年-2018年）[14]

| ナイジェリア代表 | 国際Aマッチ | 国際Aマッチ |
| 年               | 出場        | 得点        |
| ---------------- | ----------- | ----------- |
| 2009             | 4           | 0           |
| 2010             | 10          | 0           |
| 2011             | 3           | 0           |
| 2012             | 3           | 0           |
| 2013             | 19          | 2           |
| 2014             | 6           | 0           |
| 2015             | 4           | 0           |
| 2016             | 5           | 0           |
| 2017             | 6           | 0           |
| 2018             | 2           | 0           |
| 通算             | 62          | 2           |

### 得点
| No | 日附          | 場所                                                               | 対戦相手 | 得点 | 結果 | 大会                                 |
| -- | ------------- | ------------------------------------------------------------------ | -------- | ---- | ---- | ------------------------------------ |
| 1. | 2013年2月6日  | ダーバン・モーゼス・マヒダ・スタジアム                             | マリ     | 1–0  | 4–1  | アフリカネイションズカップ2013       |
| 2. | 2013年6月17日 | ベロオリゾンテ・エスタジオ・ゴベルナドール・マガリャンイス・ピント | タヒチ   | 6–1  | 6–1  | FIFAコンフェデレーションズカップ2013 |

## タイトル

### クラブ
ブラガ
- タッサ・ダ・リーガ: 2012–13

サークル・ブルッヘ
- エールステ・クラッセB: 2017–18

### 代表
- アフリカネイションズカップ: 2013